# Лэгль, Пьер
Пьер Лэгль (фр. Pierre Laigle; родился 9 сентября 1970 года) — французский футболист, полузащитник. Играл за ряд французских клубов, такие как: «Ланс», «Лион» и «Монпелье», и итальянскую «Сампдория».

## Биография
Лэгль выступал за ряд команд Лиги 1 на протяжении всей своей карьеры, до завершения в конце сезона 2006/07 годов. Также Пьер играл в Италии, за клуб «Сампдория», возвратившись в свою родную страну после вылета клуба из Серии А в сезоне 1998/1999.
Он был в предварительном составе сборной Франции, состоящем из 28 игроков, которых выбрали для участия в домашнем мундиале 1998 года. Однако, Пьер был одним из 6 игроков, которые были отсеяны впоследствии, решением главного тренера французов — Эме Жаке. Франция стала чемпионом того чемпионата, а игроки сборной — национальными героями.